# احمد الفهمی
احمد الفهمی (انگلیسی: Ahmed Al-Fahmi؛ زادهٔ ۱۲ دسامبر ۱۹۹۰) یک ورزشکار اهل عربستان سعودی است.
از باشگاه‌هایی که در آن بازی کرده‌است می‌توان به باشگاه فوتبال الوحده عربستان سعودی و تیم ملی فوتبال عربستان سعودی اشاره کرد.